# Сходимость почти всюду
Последовательность функций сходится почти всюду к предельной функции, если множество точек, для которых сходимость отсутствует, имеет нулевую меру.

## Определение
Пусть {\displaystyle (X,{\mathcal {F}},\mu )} — пространство с мерой, и {\displaystyle f_{n},f:X\to \mathbb {R} ,\;n\in \mathbb {N} }. Говорят, что {\displaystyle \{f_{n}\}} сходится почти всюду, и пишут {\displaystyle f_{n}\to f} {\displaystyle \mu }-п.в., если
{\displaystyle \mu \left(\{x\in X\mid \lim \limits _{n\to \infty }f_{n}(x)\not =f(x)\}\right)=0}.

### Терминология теории вероятностей
Если {\displaystyle (X,{\mathcal {F}},\mu )=(\Omega ,{\mathcal {F}},\mathbb {P} )} есть вероятностное пространство, и {\displaystyle Y_{n},Y} — случайные величины, такие что
{\displaystyle \mathbb {P} \left(\{\omega \in \Omega \mid \lim \limits _{n\to \infty }Y_{n}(\omega )=Y(\omega )\}\right)=1},
то говорят, что последовательность {\displaystyle \{Y_{n}\}} сходится почти наверное к {\displaystyle Y}.

## Свойства сходимостип.в.
- Поточечная сходимость, очевидно, влечёт сходимость почти всюду.
- Пусть {\displaystyle f_{n}\in L^{p}(X,{\mathcal {F}},\mu )\;\forall n\in \mathbb {N} }, где {\displaystyle 1\leq p<\infty }, и {\displaystyle \{f_{n}\}} сходится почти всюду к {\displaystyle f}. Пусть также существует функция {\displaystyle g\in L^{p}(X,{\mathcal {F}},\mu )} такая, что {\displaystyle |f_{n}(x)|\leq |g(x)|} для всех {\displaystyle n} и почти всех {\displaystyle x\in X} (суммируемая мажоранта). Тогда {\displaystyle f\in L^{p}(X,{\mathcal {F}},\mu )}, и {\displaystyle f_{n}\to f} в {\displaystyle L^{p}}. Без априорного предположения о существовании суммируемой мажоранты из сходимости почти всюду (и даже всюду) не следует сходимости в {\displaystyle L^{p}}. Например, последовательность функций {\displaystyle n\chi _{[0,1/n]}} сходится к 0 почти всюду на {\displaystyle [0,1]}, но не сходится в {\displaystyle L^{1}[0,1]}.
- Сходимость почти всюду влечёт сходимость по мере, если мера конечна. Для пространств с бесконечной мерой это неверно[3].
- Сходимость почти всюду на множестве конечной меры равносильна усиленному условию сходимости по мере. Рассмотрим множество {\displaystyle R_{n}(\sigma )} всех {\displaystyle x} из {\displaystyle X}, для которых хотя бы один член ряда имеет номер, не меньший {\displaystyle n}, но его разность с {\displaystyle f(x)} по модулю больше {\displaystyle \sigma .} Предел при возрастающем {\displaystyle n} меры множества {\displaystyle R_{n}(\sigma )} равен нулю для любого положительного {\displaystyle \sigma } тогда и только тогда, когда {\displaystyle \{f_{n}\}} стремиться к {\displaystyle f} почти всюду на {\displaystyle X}. В формальной записи:

{\displaystyle \forall \sigma >0,\lim _{n\to \infty }\mu \left\{\bigcup _{k=n}^{\infty }\{x\in X:|f_{k}(x)-f(x)|>\sigma \}\right\}=0} {\displaystyle \Leftrightarrow f_{n}\xrightarrow {\quad \ } ^{\!\!\!\!\!\!\!\!\!\!{\text{п.в.}}}f} на {\displaystyle X.}
При переходе от сходимости к первому условию важно, чтобы мера {\displaystyle X} было конечна. Подразумевается, что мера счётно-аддитивна и полна.
Пусть {\displaystyle X_{0}\subseteq X} — множество точек, где последовательность функций не сходится к {\displaystyle f(x)}.
По определению предела в {\displaystyle X_{0}} попадают те и только те точки, в которых для некоторого {\displaystyle \sigma >0} из последовательности {\displaystyle f_{n}(x)} можно выбрать подпоследовательность, не попадающую в {\displaystyle \sigma }-окрестность значения {\displaystyle f(x)}. При этом можно приблизить {\displaystyle \sigma } некоторым положительным рациональным числом {\displaystyle q.} Формализуя вышесказанное:
{\displaystyle X_{0}=\bigcup _{\sigma >0}\bigcap _{n=1}^{\infty }\bigcup _{k=n}^{\infty }\left\{x\in X:|f_{k}(x)-f(x)|>\sigma \right\}} {\displaystyle =\bigcup _{\sigma >0}\bigcap _{n=1}^{\infty }R_{n}(\sigma )} {\displaystyle =\bigcup _{q\in \mathbb {Q} ^{+}}\bigcap _{n=1}^{\infty }R_{n}(q)}, где {\displaystyle \mathbb {Q} ^{+}=\mathbb {Q} \cap (0;\infty ).}
Отметим, что при любом {\displaystyle \sigma >0} данное множество {\displaystyle R_{n}(\sigma )} содержит следующее {\displaystyle R_{n+1}(\sigma ).}
1. Предположим, что последовательность сходится почти всюду, то есть мера {\displaystyle X_{0}} равна нулю. Но для любого {\displaystyle \sigma } пересечение множеств {\displaystyle R_{n}(\sigma )} — подмножество {\displaystyle X_{0}}, так что мера этого пересечения в связи с полнотой меры также ноль. Но множества {\displaystyle R_{n}(\sigma )} сужаются — непрерывность меры влечёт доказываемое равенство:
{\displaystyle \lim _{n\to \infty }R_{n}(\sigma )=\bigcap _{n=1}^{\infty }R_{n}(\sigma )=0.}
2. Обратно, пусть указанная в условии мера множеств стремится к нулю. Тогда эта мера конечна (хотя бы начиная с некоторого номера), и по свойству непрерывности меры при каждом положительном рациональном {\displaystyle q}:
{\displaystyle \bigcap _{n=1}^{\infty }R_{n}(q)=\lim _{n\to \infty }R_{n}(q)=0.}
Значит, множество {\displaystyle X_{0}} является объединением множеств меры ноль и в силу счётной-аддитивности меры само имеет меру ноль.